# LCAC

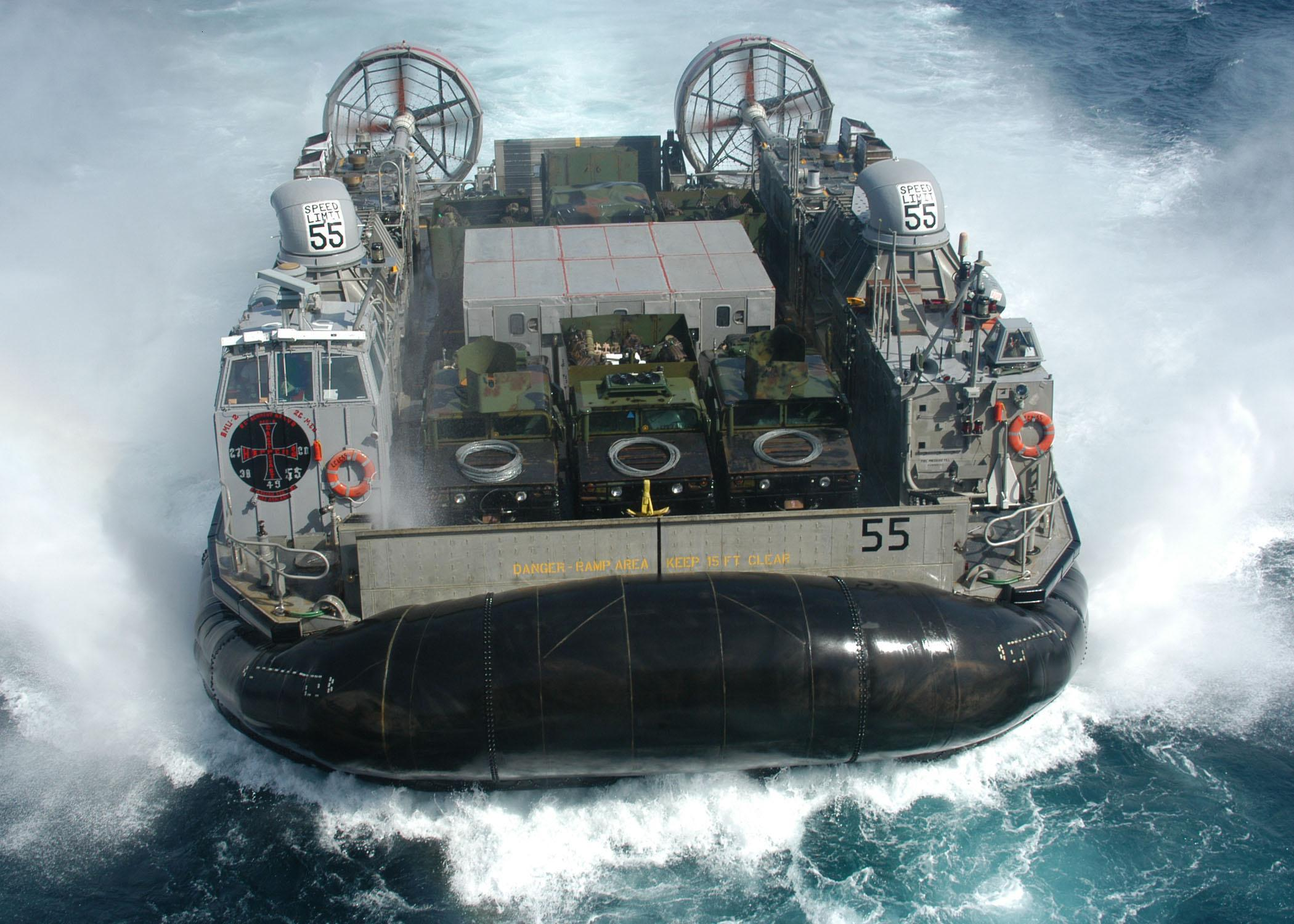
A USS Kearsarge kétjáratú támadóhajóhoz tartozó LCAC menetben, 2005 tavaszán

Az LCAC (Landing Craft Air Cushion, magyarul partraszállító légpárnás) amerikai gyártású légpárnás partraszállító rohamhajó, melyet az Amerikai Haditengerészet és a Japán Tengerészeti Véderő alkalmaz. A két haditengerészet fegyverrendszereket, járműveket, katonákat és hadiellátmányokat szállít velük a partraszálló támadóerők támogatására. A jármű képes vízfelszíni és partközeli szárazföldi műveletekben is részt venni, maximális menetsebessége 35-40 csomó óránként. Kategóriatársa a szovjet Zubr osztály, a kínai Jingszah II osztály és a brit LCAC(L) légpárnásai.
Az amerikai tengerészet az SSC-kkel fogja leváltani a 2010-es évek második felében.

## Gyártás
Az első 33 példányt az 1982–1986 közötti védelmi költségvetésből finanszírozták, az 1989-esből 15-öt, az 1990–91–92-esből 12–12-t, a megmaradt 7 darabot pedig az 1993-as büdzséből, összesen 91 darabot. Az első példány a USN-hez 1984-ben érkezett és a hadrafoghatóságot (Initial Operational Capability, IOC) 1986-ban érte el. A sorozatgyártást 1987-ben indították el. Az első 15 példány gyártására két vállalattal kötöttek szerződést: a New Orleans-i Textron Marine & Land Systems (TMLS) és  az Avondale Gulfport Marine. A 15. után azonban csak a TMLS folytatta a termelést. Az utolsó, 91. példány 2001-ben érkezett meg az Amerikai Haditengerészethez. Ez a jármű már a gyártás során átesett az üzemidőhosszabbítási programon (Service Life Extension Program, SLEP).
A japánok 6 járművét 1994-től 2000-ig gyártották.

## Üzemeltetők

### Az Amerikai Egyesült Államok Haditengerészete
Hetvennégy hajóegységet üzemeltet két tengerész alakulat (LCAC–1 – LCAC–91):
- Assault Craft Unit 4 (ACU 4)
- Assault Craft Unit 5 (ACU 5)

### Japán Tengerészeti Véderő
Hat hajóegységet üzemeltet egy tengerész alakulat. A japánok vásárlási szándékát az USA 1994. április 8-án hagyta jóvá. A járműveket a New Orleans-i Textron Marine & Land Systems gyártotta le. Az első gyártásának finanszírozása az 1993-as költségvetési évből, a második az 1995-ösből, a harmadik az 1999-esből, az ötödik és a hatodik pedig a 2000-es éviből történt.

## Külső hivatkozások
- Landing Craft, Air Cushion (LCAC) – fas.org
- Landing Craft, Air Cushion (LCAC) – globalsecurity.org
  - az LCAC paraméterei – globalsecurity.org
- LCAC(X) LCAC Replacement Tactical Assault Connector – globalsecurity.org
- LCAC and the Over-The-Horizon Amphibious Assault – globalsecurity.org
- LCAC 1-go Class – globalsecurity.org
- Heavy Lift Landing Craft Air Cushioned (HLCAC) – globalsecurity.org
- Glen F. Erickson: Beyond The Horizon – globalsecurity.org
- LCAC's Role in Future Operations Addressed During Annual Conference – globalsecurity.org
- Landing Craft, Air Cushion (LCAC); a típus elemzése

Videók
Fotógaléria